# María Teresa Magawly
María Teresa Magawly de Calry fue una lingüista de origen irlandés, profesora de inglés y autora del Nuevo método para aprender el inglés (Cádiz, 1834).

## Vida
Pocos datos se tienen acerca de su vida, más allá de los proporcionados por ella misma en la dedicatoria de su obra principal. En ella se decía ser extranjera. 
Vino a España, concretamente a Cádiz, ciudad que mantenía una importante relación comercial con las Islas británicas, para inaugurar un colegio para señoritas, el colegio San José. En The Catholic Directory and Annual Register for the Year 1843 se dice que estaba situado en la calle Borrachos Flamencos, núm. 2, y que combinaba muchas ventajas, entre ellas «el clima templado y la situación saludable». En estas instituciones se impartía la clásica enseñanza para señoritas de la época, en la que se incluían los idiomas.
El siglo XVIII fue para Cádiz un siglo de oro con gran expansión comercial. El auge mercantil y financiero comenzó con el traslado de la Casa de Contratación de Indias de Sevilla a Cádiz, y de ahí la instalación en la ciudad de comerciantes extranjeros, que convirtieron a la ciudad andaluza en una población cosmopolita. La incipiente burguesía gaditana se movía en un ambiente multilingüe, francés, inglés e italiano, además del español, y las familias buscaban para sus hijos mantener esta educación. Cádiz era también la tercera ciudad de España con más producción editorial, las publicaciones de manuales de idiomas abundaban.
En este ambiente se crearon también los centros privados para señoritas, en los que se impartían idiomas a fin de evitarles viajes al extranjero. Magawly creó su academia exclusiva y además un centro altruista para la educación de treinta niñas.
Más tarde estuvo también vinculada a la primera institución del Loreto, también en Cádiz (1851).
Escribió además un tratado sobre educación femenina: Dedicatoria a las señoras madres de familia de esta ciudad de Cádiz (s.a.), compendio de «civilidad femenina», prototipo de la rígida moralidad de la época.

## Nuevo método para aprender inglés
La primera edición, al menos la primera parte, apareció en Cádiz en junio de 1834 con el título de Nuevo método para aprender el ingles, Fundado en la naturaleza de este idioma y en las reglas de su gramática. Y combinado con los principios del sistema de enseñanza mutua. Facilitando su estudio á los niños desde la edad mas tierna, y mui útil para todos. Una segunda edición más completa apareció en diciembre del mismo año.
La novedad de su método consiste en la aplicación temprana del método natural, combinados con los del sistema de enseñanza mutua en un contexto de espacio y tiempo en el que predominaba la gramática-traducción en la enseñanza de idiomas.
El método de Magawly está basado en parte en Franz Ahn (1796–1865), que incorpora a la teoría gramatical elementos de la lengua práctica a los teóricos y de Heinrich G. Ollen-dorff (1803–1865), basado en la memorización de frases, en ambos casos aplicado a la lengua francesa. 
Ante la falta de manuales que pudieran ayudarla en su tarea, Magawly decidió guiarse «por la naturaleza», esto es por la forma en la que aprenden los niños la lengua nativa, aunque sin renunciar a métodos más tradicionales como la traducción directa, la lectura de autoridades literarias y las explicaciones de reglas básicas.
En cuanto al método de enseñanza mutua, en el que estaba basada también su enseñanza, consistía en elegir monitores entre los alumnos más aventajados para enseñar a otros alumnos, siempre bajo la supervisión del profesor. De esta forma se conseguía llegar a mayor número de alumnos.
La obra cuenta con un prólogo dedicado a S. M. la reina Isabel II, en el que se alaba también a la regente María Cristina. Este prólogo es importante por figurar en él el nombre de la autora, ausente en la portada por modestia de la autora, que no quería ser tachada de presuntuosa, y en el que introduce algunas claves para explicar su método.